# 庄司悟のリクエスト魂
『庄司悟のリクエスト魂』（しょうじさとるのリクエストだましい）は、広島エフエム放送で2005年4月から2014年3月までの毎週金曜日の16:30 - 20:00と、2020年4月から2021年3月26日の毎週金曜17:00 - 20:00に放送されていたラジオ番組。安芸郡府中町のダイヤモンドシティソレイユ→イオンモール広島府中ソレイユ（現イオンモール広島府中）3階フタバ図書TERAサテライトスタジオからの公開生放送。タイトル通り、庄司悟がDJを務める。

## 概要
2005年4月1日スタート。前番組『HFM beat 50』をリニューアルしたもので、カウントダウン中心の番組からリクエスト中心の番組となった（その後『HFM WEEKLY CHART』がチャートを担当した。2007年10月よりは『冨永晃道のVibe ON!MUSIC』が月曜日にチャートを担当）。
『beat 50』と同様に週に1回メールマガジンを配信していた時期があったが、2005年11月頃から機械のトラブルなどの関係で、現在は行われていない。
オープニングとエンディングの最後には、必ず番組スタッフを紹介している。また、オープニングのスタッフ紹介の前には、「広島最強のバラエティエンタメプログラム、「庄司悟のリクエスト魂」」と言っている。
番組開始当初は『beat 50』と同様にリスナーと電話をつないでいた。しかし、一時期、電話をつなぐのは「イントロの匠」のみで、コーナー以外で電話をつなぐことはあっても、相手は番組のヘビーリスナーや庄司の関係者が多かった事があった。その時期に、庄司はたまに『最近電話つないでないなぁ』と呟くことがあったが、2008年4月4日の放送で久しぶりにリスナーと電話をつないだ。その後、またリスナーと電話をつなぐ回数が激減したが、9月頃から徐々に回数が増えた。現在、番組内で数回行われている（番組の進行具合によって回数は異なる）。
番組では、リスナーが番組の指定した番号に電話をかけ、つながったリスナーと話す方法がとられている。電話のコーナーが始まるときのジングルでは、番組スタッフであるモーリーの「手 空いたし、電話かけてきてもええよぉ」という録音した声が流れる（電話番号を発表するときも、モーリーの声が使われている）。また、オープニング後の曲終わりでのコーナーで、電話がつながったリスナーに番組のメールアドレスとFAX番号を言ってもらっている。
HFMの番組内では、スタッフなどに関する内輪ネタが一番多く、HFMの番組DJやスタッフ、庄司の知り合い、告知などでザメディアジョンのスタッフやイオンモールの従業員、フタバ図書の従業員、スタッフの関係者などが出演することもある。最近では17：05の交通情報のスポンサーでもあるユーズドステーションの従業員が出たこともあった。
18:10ごろにゲストコーナーがある。これまでに浜田省吾（番組最初のゲスト）やロードオブメジャー、河口恭吾、MARIA、槇原敬之などが出演した。ゲストコーナーで、浜田省吾が命名した「レッドパンプキン」という、カプセルに質問の番号が入っているガチャガチャマシーンを使っている（コーナーの時間の都合で使わなかったこともある）。
番組ステッカーの絵とタイトルロゴデザインは、広島在住の漫画家の田中宏が手がけている。ディレクターのワケルくんの絵がついたステッカーもある。ステッカーは番組に送られたメール・FAXの中から抽選でもらえる。毎週ステッカーを出す数は違うが、出す数は多かったり少なかったりする。（現在のステッカープレゼント最高記録88枚、2007年6月15日。新ステッカーが配布開始になり、それを記念して配る数が多くなった。）番組のイベントに参加してもらえることもある。
2006年3月24日まではHFMの第一スタジオで放送されていた。その頃でも公開生放送・公開録音をすることがあった。リスナーと触れ合うチャンスが大きい公開イベントには毎回多くのリスナーが訪れている（詳細は後述）。
2006年3月10日に放送50回目、2007年2月23日に放送100回目、2008年1月23日に放送200回目を迎えた。
番組には時々、突然田中宏がスタジオに遊びに来ることがある。
2014年3月28日、番組ディレクターであるモーリーがこの日を最後に番組を去ると同時に、次週より番組タイトルも変わる為、「庄司悟のリクエスト魂」として最後の放送になった。
2020年4月3日、改めて「庄司悟のリクエスト魂」として再スタート。番組チームがテーマに沿って組んだプレイリストから、曲を選んで送ってもらうスタイル「ジュークボックスリクエスト」制度で放送している。
2021年3月26日で番組は終了。4月2日からは「Satoruman50〜半世紀少年ミュージックショー」としてリニューアルし、放送時間も毎週金曜の13:30〜17:00に枠移動となる。内容はジュークボックスリクエスト（現:みんなでつくるオンエアプレイリスト)などリクエスト魂の内容を踏襲している。

## 公開生放送・イベント
- 2005年10月23日に山陽女子短期大学の陽月祭で『イントロの匠選手権in陽月祭』という、番組が始まってから初のイベントが行われた。

- 2005年11月4日現在放送されているフタバ図書TERAサテライトスタジオから初の公開生放送が行われた。ゲストはV6の岡田准一。

- 上記の放送から約5ヵ月後の2006年3月31日からは毎週、TERAサテライトスタジオからの公開生放送となる。フタバ図書や広島バルト11のコーナー、17時時報明けのヘッドラインニュースが加わり、番組がリニューアルされたこの関係で時報明けのフリートーク&メッセージ紹介が、18時台のみとなった。

- 2006年10月22日に山陽女子短期大学の陽月祭で2回目の番組参加となる『庄司悟のリクエスト魂　with SOFFet in　山陽女子短大』が行なわれた。ゲストにSOFFetを迎えて、ライヴやトークが行われた。

- 2007年10月21日に3回目の参加となる山陽女子短期大学の陽月祭で『庄司悟のリクエスト魂 with THE CRANE FLY　in 山陽女子短大』が行われた。ゲストにTHE CRANE FLYを迎え、ライヴとトークが行われた。

## コーナー

### 現在のコーナー
- イントロの匠…曲のイントロを流し、リスナーの方から電話をかけ、つながった人に少し話をしたあとで答えを言ってもらう。正解すると「激レアお宝アーティストグッズ」がもらえる。時々、正解者が出ずに終了することもある。ゲストコーナーや時間の都合で できないことや時間変更となることもある。

- お名前ロケンロー…番組にもらったメール・FAXで、時間の許す限り、リスナーのラジオネームを読む。エンディング前にするコーナーのため、時間の都合上放送できないことがある。最近はコーナーを行う回数が皆無と言っていいほど激減していたが、2009年5月22日の放送で久しぶりに行なわれた。本社スタジオの時はSUNMALL LIVE ON RADIOの宣伝をしていたが、サテライトスタジオに移動した後はなくなった。

- 週刊machico…machicoがリスナーのリクエストの中から、面白い曲などを放送する。曲を放送する前にmachicoが自分の周りで起こったことや、庄司へのメッセージを話している。コメントゲストが登場するときは「machicoの部屋」と題し、machicoの自宅にゲストが遊びに来たという設定でコメントを放送している。コメント放送中、machicoがゲストと会話しているようなコメントや合いの手を入れることが多い。

- ゲット・ニュービート(不定期)…庄司がオススメの新譜などをピックアップして放送する。HFM beat 50時代はチャートに入ってきそうなアーティストの曲を紹介する定期コーナーだった。

- フタバ図書TERAエンタメリサーチ…フタバ図書TERAが扱うアイテム・お薦めの商品を紹介する。Part1は17:10、Part2は19:00に放送する。
- バルト11シネマインフォ…広島バルト11で公開されるお薦めの映画を紹介する。
- ゆっちのアニソン魂…リスナーから送られてきたアニメソングのリクエストを1曲紹介する。

### 終了したコーナー・限定コーナー
- 魂のリクエスト（初期数回で終了）
- 庄司悟にリクエスト（期間限定）
- 週刊☆ヒロシ…『BAD BOYS』『女神の鬼』の作者田中宏によるメッセージ。（『宏ま魂』としてリニューアルされた。）
- 宏ま魂…漫画家　田中　宏と、少年画報社編集者の大野さんと漫画関係など、いろいろな話をする。コーナーが終わった後のCMになる前に、大野さんが来週のコーナーの予告をしている。(なぜか、声に加工がしてあった)公開生放送になってからは、田中宏本人が生出演していたこともあった。（『宏ま魂 勝ち抜きH-1グランプリ』としてリニューアルされた。）
- 快感　懐メロリクエスト…80年代や90年代など「懐かしい」と思う曲をリスナーから募集し、一つ放送する。
- HFM　WEEKLY　ちょっと…ADJゆっちがDJをしているHFM WEELLY CHART（2007年9月終了）を、番組の時間を少し借りて宣伝する。先週のトップ3を軽く振り返る。
- SKILAND積雪情報…広島県内のスキー場の積雪状態を放送する 冬季限定コーナー。（スノーリゾート猫山の積雪をいうとき、必ず3回ほど猫の鳴き声が流れる。また、ドルフィンバレイの積雪をいうときにイルカの鳴きまねを言うときもある。ちなみに、イルカの鳴き声については　庄司曰く『自分のなかでは“ハト”』らしい）
- 宏ま魂 勝ち抜きH-1グランプリ…毎週2人のリスナーに電話をつなぎ、毎週違ったお題のもとに広島弁で自分の意見などを30秒～1分間弱で言う。そして、2人のリスナーのうち、どっちの広島弁や内容が良かったのか番組リスナーが投票する。（田中宏もよくメールで投票している。）最近は、広島弁より 話の内容で投票するリスナーが多く、内容が勝敗を左右することが多々ある。6時台最初あたりに結果発表されるが、時々ゲストコーナーのため6時台後半になることもある。その時の勝者は負けるまで「チャンピオン」となる。3週間勝ち残ったチャンピオンのリスナーは、田中宏公式携帯サイトで着ボイスになることができる。また、次回のお題を発表するときに、ADJのゆっちが広島弁で話している。2007年3月末に終了。出場者全員には『BAD BOYS激レアグッズ と リクエスト魂ステッカー』がもらえた。また、リベンジで負けたリスナー同士が対戦した時期もあった。
- チャンピオン表
初代…R.N　みつドラゴン
2代目…R.N　マボウ
3代目…R.N　まっちゃん
4代目…R.N　オレンジ
5代目…R.N　横乗りつよし
6代目…R.N　メイトーボーイ
7代目…R.N　きっちょむごうの奥さん
8代目…R.N　ロベルトとうまのお父さん

- 宏ま魂 勝ち抜きH-1グランプリ　頂上決戦…宏ま魂 勝ち抜きH-1グランプリでチャンピオンになった8人のリスナーが対戦して、真のチャンピオンを決めるコーナー。決勝戦は、番組オリジナルCDに収録され、スタジオ前や 月間BADBOYSの応募者全員サービスで配布され、そのCDを聞いたリスナーがどっちが良かったのかを投票した。ちなみに、チャンピオンはR.N　横乗りつよし。
- ドスコイ魂　リク魂ケータイ川柳…毎週出されるお題の言葉を使って、5・7・5の川柳をメールで送るコーナー。採用されると、番付が一つ昇格し、リク魂特製携帯ストラップ(全6色)がもらえる。格付けは 幕下→十両→幕内→小結→関脇→大関→横綱。また、最優秀賞作品には、番付が2つ昇格し、携帯ストラップが2つもらえた。横綱になると、音楽ギフト券3000円分が貰えた。2007年12月～2008年3月。
- ゆっちのダジャレ魂…ゆっちが放送中にお題を発表し、リスナーからのお題の言葉を使ったダジャレを紹介する。また、お題を発表するとき、ゆっちが自分で作ったダジャレを発表していた。（「ゆっちのアニソン魂」としてリニューアルされた）

「イントロの匠」、「お名前ロケンロー」のコーナーは『HFM beat 50』の頃から継続している。番組開始のときにイントロの匠の兄弟コーナー「イントロの匠レボリューションズ」も引き続きやると言ってからだいぶ行われていなかったが、2005年12月9日の時間延長の日に復活した。フタバ図書TERAエンタメリサーチとバルト11シネマインフォはMUSIC SOLEIL LUNCHTIME SATELLITE（番組は2006年3月30日に終了）のコーナーだった。

## タイムテーブル
- 16:30～  オープニング
- 16:45  マンスリーPUSH！

- 17:00  ヘッドラインニュース
- 17:05  トラフィックインフォメーション
- 17:10  レコメンド＆E-MUSIC
- 17:30  トラフィックインフォメーション

- 18:05  トラフィックインフォメーション
- 18:30  トラフィックインフォメーション
- 18:55  ニュース

- 19:00  フタバ図書エンタメトピックス！
- 19:10  週刊machico
- 19:25  バルト11シネマインフォ
- 19:50  お名前ロケンロー
- 19:52ごろ  エンディング

## スタッフ

### 現在のスタッフ
- DJ ：庄司悟

代理（DJ）：キムラミチタ（2006年3月10日の番組を担当。現在、ライブトライブのDJを担当）
代理（DJ）：山口雅美（2006年12月15日の番組を担当。現在、山口雅美のgogola★goo、ミラクル☆ガールズのDJを担当）
代理（DJ）：M-chin（マーチン）（2007年12月14日の番組を担当。HFMのDJ経験はなかったが、庄司と十数年来の付き合いがあり、番組ジングルで出演していたためDJを担当した。NACK5のRADIO CONNECTIONの番組DJ。）
代理（DJ）：大窪シゲキ（2008年7月18日の番組を担当。現在、大窪シゲキの9ジラジのDJを担当）
- ディレクター：ワケルくん（HFMマンスリーペーパー〔広島エフエム放送が、月に一回、番組宣伝やタイムテーブルやお知らせなどを掲載し、配布しているもの〕で、2007年3月号まで番組関係の4コマ漫画も描いていた。）

代理（ディレクター）:ケンちゃん（現在大窪シゲキの9ジラジのディレクターでもある。TERAサテライトスタジオから放送していたMUSIC SOLEIL LUNCHTIME SATELLITEもディレクター担当していた。）
代理（ディレクター）:machico（2008年7月25日のディレクターを担当。）
- ミキサー:モーリー（冨永晃道のVibe ON!MUSICのミキサーでもある。かつてはMORNING ALIVEのミキサーも担当していた。）
- ADJ（ADとDJをしているから）：ゆっち（2006年4月7日～）

2007年4月～9月までHFM WEEKLY CHARTのDJも担当していた。
やまだひさしのラジアンリミテッドDXの2005年12月まであった木曜コーナー「DJやまだ塾」の優勝者でもある。

### 過去のスタッフ
- 見習い（初代）：うっちゃん（～2005年7月29日）

2005年8月26日や12月2日、2006年5月19日の放送では、スタジオに遊びに来ていた。それ以降も遊びに来ていることがある。
- 見習い（2代目）：だいちゃん

（現在、番組スタッフに見習いはいない。）
- AD：ナナミ（～2006年4月）

2006年5月19日の放送ではスタジオに遊びに来ていた。
- ミキサー：くさちゃん（2006年3月31日～2007年1月26日）

HFM beat 50の2代目ミキサー。マンスリーペーパーではイラストでペープサートになったこともある。

### 備考
- 基本的にはHFM beat 50のときのスタッフと同じ。当初、ディレクター（ワケルくん）はミキサーも兼任していた。放送中、頻繁に名前が出てくる。
- ディレクターのワケルくんは毎年、フジロックフェスティバルの時期にお休みする。
- 代理ディレクターのケンちゃんはHFM beat 50の初代ミキサーである。時々助っ人で登場することもある。
- ライオンくんというスタッフも助っ人で登場することもある。

## リンク
- 庄司悟のリクエスト魂

| 広島エフエム放送 金曜16:30-20:00 | 広島エフエム放送 金曜16:30-20:00 | 広島エフエム放送 金曜16:30-20:00 |
| 前番組                           | 番組名                           | 次番組                           |
| -------------------------------- | -------------------------------- | -------------------------------- |
| HFM beat 50                      | 庄司悟のリクエスト魂             | 庄司悟のカウントダウン魂         |